# Jacob Smith (Schauspieler)
John Jacob Charles William Smith (* 21. Januar 1990 in Monrovia, Kalifornien) ist ein US-amerikanischer Filmschauspieler und Musiker.

## Leben
Smith steht seit seinem vierten Lebensjahr vor der Kamera. Ferner spielt er auch Gitarre in der vor allem in Kalifornien bekannten Jugendband My September Story. Er lebt bei seinen Eltern in Los Angeles. Seit dem Jahr 2016 war er nicht mehr als Schauspieler tätig.

## Filmografie (Auswahl)
- 1997: Walker, Texas Ranger (Fernsehserie, eine Folge)
- 1997: Meego – Ein Alien als Kindermädchen (Meego, Fernsehserie, eine Folge)
- 1998: Small Soldiers
- 1998–2000: Party of Five (Fernsehserie, 40 Folgen)
- 2002: Im Zeichen der Libelle (Dragonfly)
- 2003: Im Dutzend billiger (Cheaper by the Dozen)
- 2004: Without a Trace – Spurlos verschwunden (Without a Trace, Fernsehserie, eine Folge)
- 2004: Troja (Troy)
- 2005: Im Dutzend billiger 2 – Zwei Väter drehen durch (Cheaper by the Dozen 2)

## Auszeichnungen
Bis heute (Stand: Mai 2006) war Jacob Smith sechsmal für den Young Artist Award nominiert, einmal, für seine Darstellung des Jake in „Im Dutzend billiger“ erhielt der Jungschauspieler die Auszeichnung.